# 乙速孤佛保
乙速孤佛保（？—535年），姓乙速孤，西魏北秀容（今山西忻州市西北）胡族酋帅。
乙速孤佛保年轻时骁勇善射，魏孝武帝时为直阁将军，从入关，封蒲子县公，被赐予弓矢。西魏文帝大统元年（535年），南朝梁将兰钦攻占汉中，佛保时为都督，统兵力战，知将被梁军击败，城陷之前，仰天大哭道：“此马吾常所乘，此弓矢天恩赐我，岂可令贼得吾弓马乎！”杀马断弓，自刎而死。黄门郎赵僧庆为他收尸运回长安。西魏文帝感叹，诏命著作官记录下来。